# Ралли Кот-д’Ивуара
Ралли Кот-д’Ивуара (фр. Rallye de Côte d'Ivoire, иногда называется по-русски — «Ралли Берега слоновой кости», также первоначально гонка известна под названием Ралли Бандама (фр. Rallye du Bandama)) — раллийная гонка, которая проводится с 1969 года в африканском государстве Кот-д’Ивуар. В 1978-92 годах входила в календарь чемпионата мира по ралли, а в 1977 — Кубка FIA для ралли-пилотов. Как и другие ралли, проводящиеся на африканском континенте, оно отличается тяжелыми климатическими условиями и большой степенью отсева участников. В момент зарождения Ралли Кот-д’Ивуара в среднем до финиша добирались только 10 % от стартовавших (в 1972 году вообще произошло беспрецедентное событие — ни один из 45 участников не смог финишировать).

## История

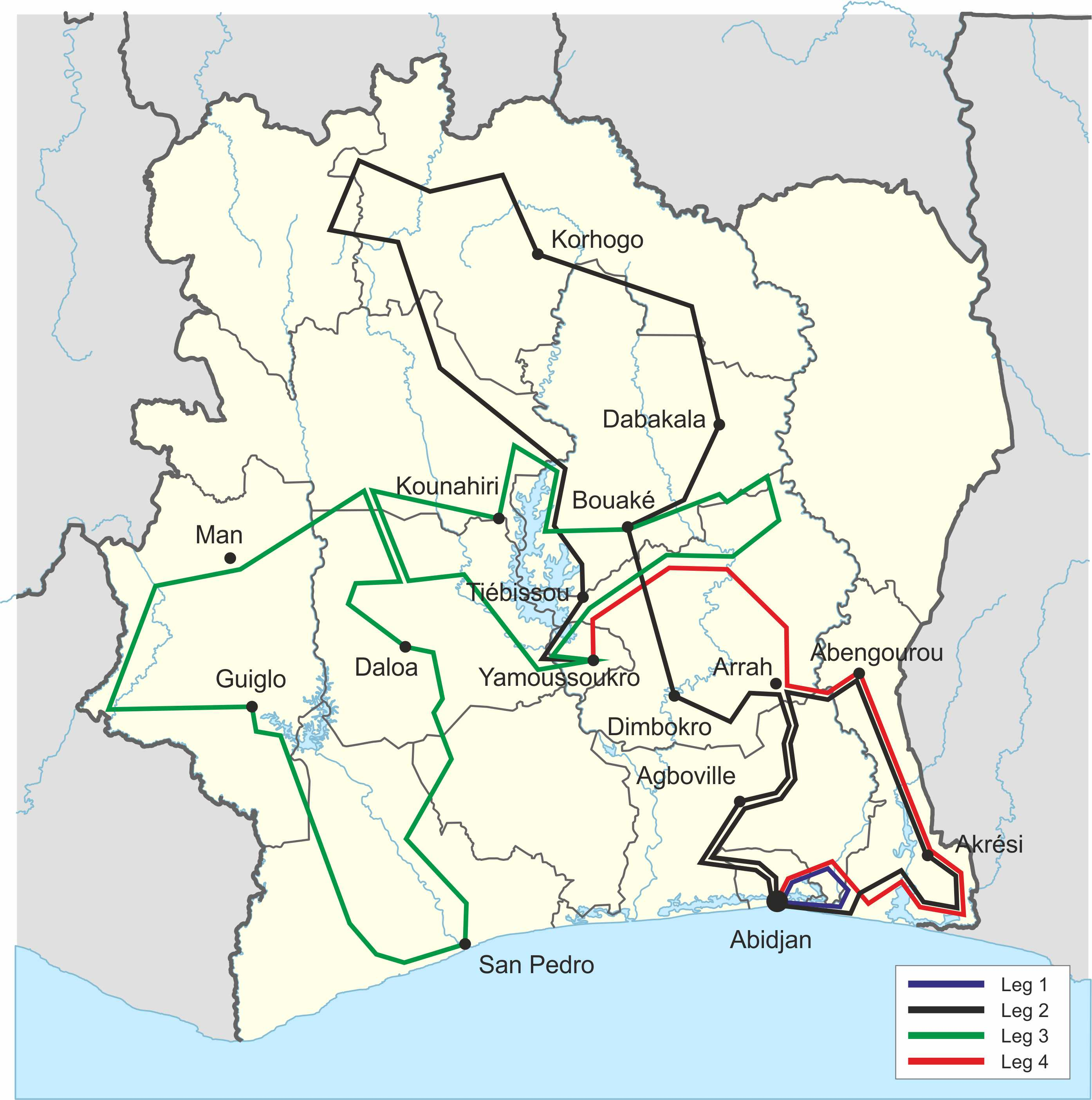
Маршрут гонки 1979 года, на которой решилась судьба первого титула чемпиона мира

Впервые Ралли Бандама (название в честь крупной реки) было проведено в 1969 году благодаря стараниям Жан-Клода Бертрана и его единомышленников. Оно прошло в декабре, после окончания сезона дождей. На старт вышло 58 участников и 43 из них добрались до финиша. Первыми победителями стал семейный экипаж в составе Марка и Хелены Джерентонов. Уже в 1971 году в гонке приняли участие несколько известных европейских гонщиков, победу одержал француз Боб Нейре (на втором месте — Марк Джерентон, кроме них до финиша добрались ещё 6 участников).
Ралли следующего, 1972 года, было увековечено в истории мирового автоспорта благодаря беспрецедентному событию: из 45 стартовавших до финиша не смог доехать ни один участник. А ведь именно в этот год на Ралли Кот-д’Ивуара собралась по-настоящему «звездная» когорта из лучших раллистов своего времени (Жерар Ларусс, Шекхар Мехта, Ханну Миккола, Жан-Пьер Николя, Тимо Мякинен, Жан-Пьер Бельтуаз, Анри Пескароло, Тони Фолл, а также действующий победитель Боб Нейре и будущий трехкратный победитель этого соревнования Ален Амбросино). Но после преодоления всего лишь половины из запланированной дистанции осталось только три участника — Мехта и Митри на Datsun, а также Тони Фолл на Peugeot. Но все три автомобиля вскоре были дисквалифицированы, за слишком большое отставание от графика.
В 1974-76 годах Тимо Мякинен дважды победил и ещё один раз был вторым. В 1977 году Ралли Кот-д’Ивуара хоть и не вошло в зачёт производителей чемпионата мира, но стало этапом Кубка FIA для ралли-пилотов (прообраза будущего чемпионата мира в личном зачёте). Победу одержал Эндрю Коуэн на Mitsubishi Lancer, прервав тем самым победную серию для Peugeot. Вторым пришёл его напарник Йогиндер Сингх, а Ханну Миккола и Жан-Пьер Николя сошли. В следующем году впервые Ралли Кот-д’Ивуара вошло в календарь чемпионата мира, но было перенесено на октябрь, поэтому проходило под постоянным проливным дождем, что ещё больше усложнило задачу (из 51 экипажа финишировали только 9). Жан-Пьер Николя взял реванш за прошлогоднее поражение, вторым пришёл Тимо Мякинен, третье место у Жана Раньотти, а четвёртое у Симо Лампинена.
В 1979 году Ралли Кот-д’Ивуара стало последним этапом чемпионата мира и сыграло решающую роль в борьбе за первый чемпионский титул среди пилотов. В итоге гонку выиграл финн Ханну Миккола, а пришедший вторым швед Бьорн Вальдегорд стал первым в истории чемпионом мира по ралли.
В 1987 году Кеннет Эрикссон добыл единственную в XX столетии победу на этапах чемпионата мира по ралли для компании Volkswagen. А в 1989 году Ален Ориоль вошёл в историю как единственный победитель этапа чемпионата мира в абсолютном зачёте на автомобиле Группы N, имеющей относительно небольшие отличия от серийной продукции (он выступал на Renault 5 GT Turbo). Также можно отметить восхождение на подиум этой гонки 62-летнего Адольфа Шото.

## Победители

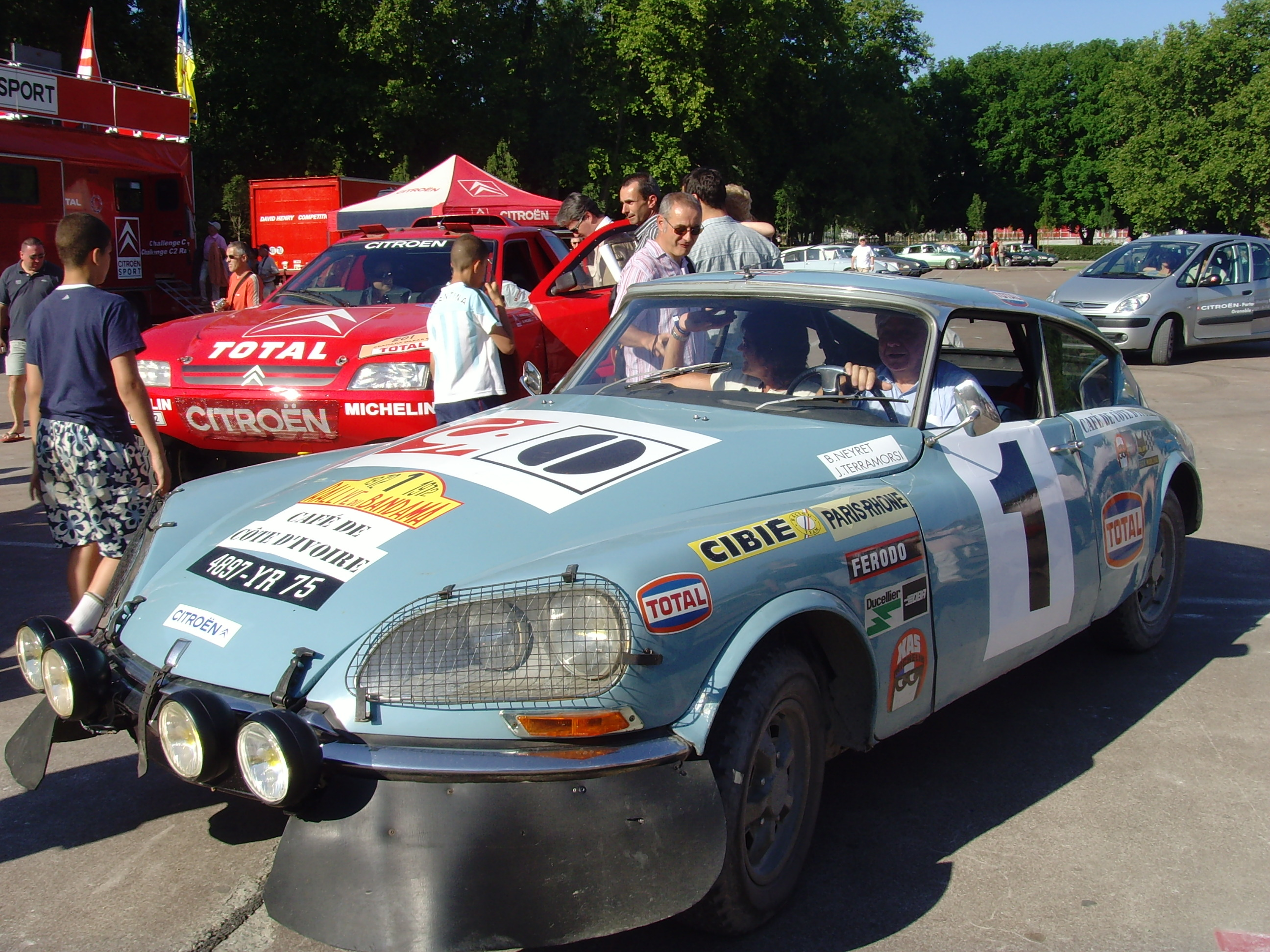
Citroën DS 23 Proto Coupé группы 5 участвовавший в легендарной гонке 1972 года

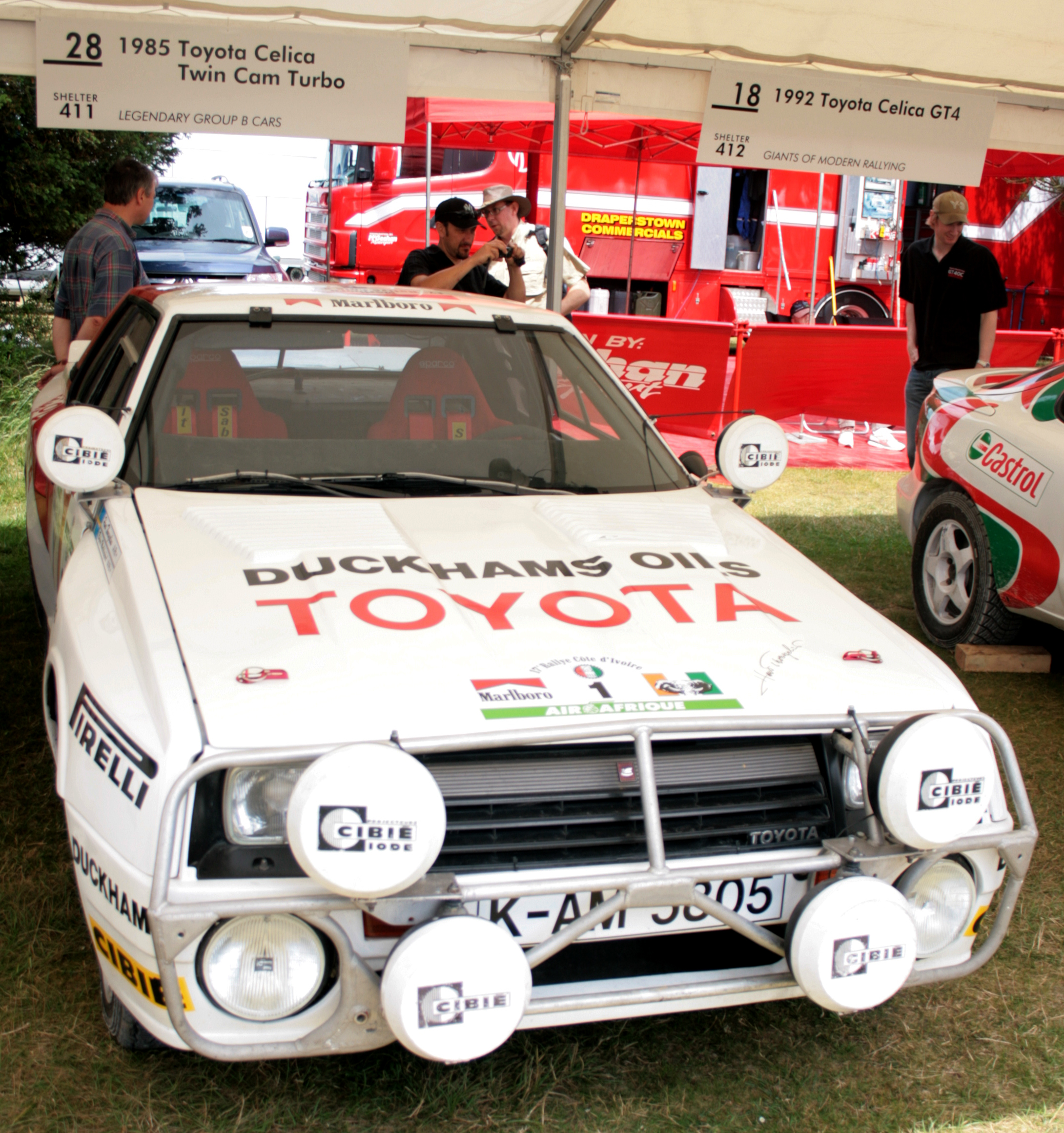
Toyota Celica Twin Cam Turbo (TCT) группы B, на которой Юха Канккунен выиграл гонку 1985 года

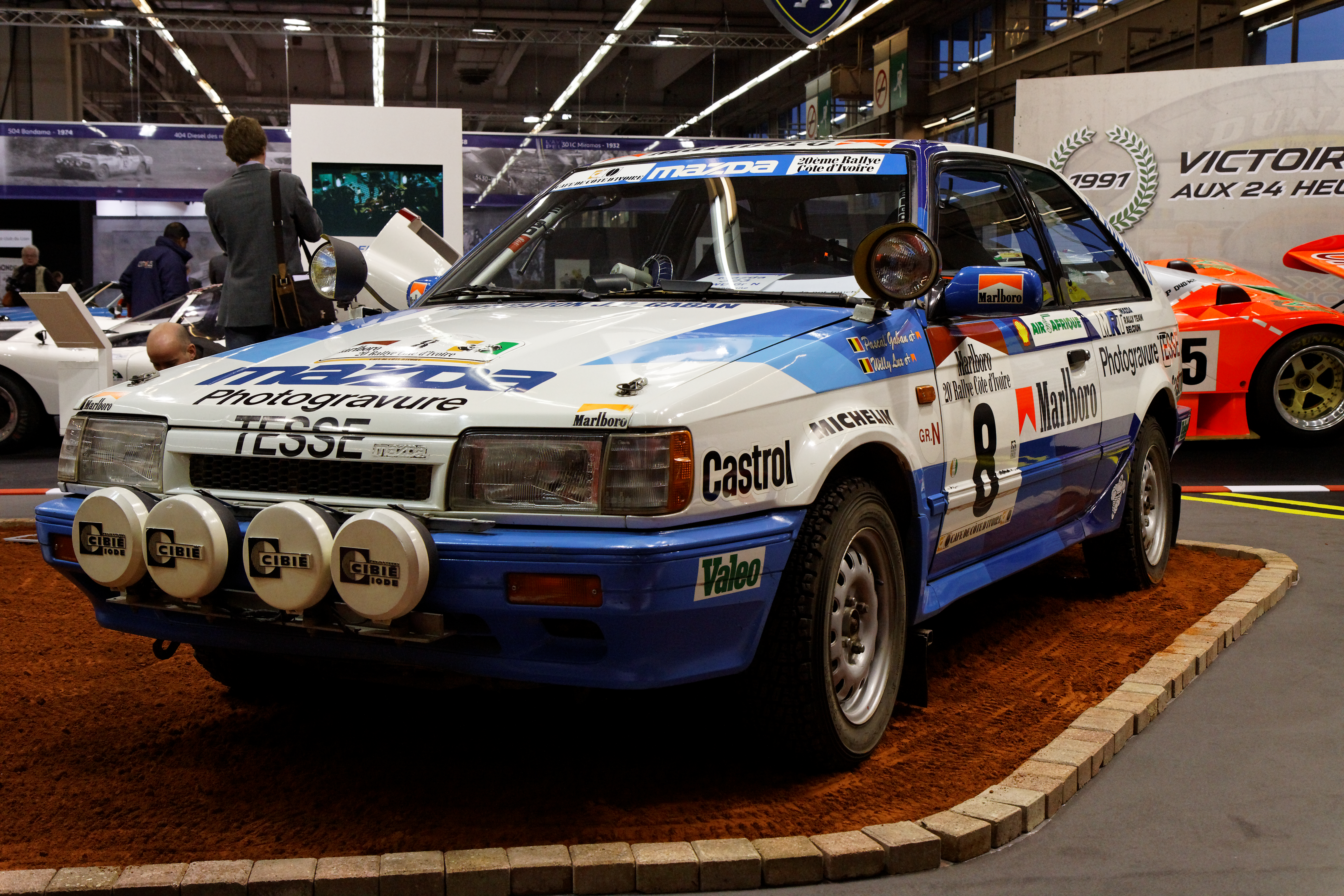
Mazda 323 GTX 4WD группы N, на которой Паскаль Габан стал вторым в гонке 1988 года

| Год  | Победитель           | Автомобиль                      |
| ---- | -------------------- | ------------------------------- |
| 1969 | Марк Джерентон       | Renault 8 Gordini               |
| 1970 | Ганс Шуллер          | Datsun 1600 SSS                 |
| 1971 | Боб Нейре            | Peugeot 504                     |
| 1972 | Никто не финишировал | Никто не финишировал            |
| 1973 | Эдгар Херрманн       | Datsun 180B SSS                 |
| 1974 | Тимо Мякинен         | Peugeot 504                     |
| 1975 | Бернар Констен       | Peugeot 504                     |
| 1976 | Тимо Мякинен         | Peugeot 504 V6                  |
| 1977 | Эндрю Коуэн          | Mitsubishi/Colt Lancer 1600 GSR |
| 1978 | Жан-Пьер Николя      | Peugeot 504 V6 Coupé            |
| 1979 | Ханну Миккола        | Mercedes 450 SLC 5.0            |
| 1980 | Бьорн Вальдегорд     | Mercedes 500 SLC                |
| 1981 | Тимо Салонен         | Datsun Violet GT                |
| 1982 | Вальтер Рёрль        | Opel Ascona 400                 |
| 1983 | Бьорн Вальдегорд     | Toyota Celica TCT               |
| 1984 | Стиг Блумквист       | Audi Sport Quattro              |
| 1985 | Юха Канккунен        | Toyota Celica TCT               |
| 1986 | Бьорн Вальдегорд     | Toyota Celica TCT               |
| 1987 | Кеннет Эрикссон      | Volkswagen Golf GTI 16V         |
| 1988 | Ален Амбросино       | Nissan 200SX                    |
| 1989 | Ален Ориоль          | Renault 5 GT Turbo              |
| 1990 | Патрик Таузьяк       | Mitsubishi Galant VR-4          |
| 1991 | Кенджиро Шинозука    | Mitsubishi Galant VR-4          |
| 1992 | Кенджиро Шинозука    | Mitsubishi Galant VR-4          |
| 1993 | Патрис Серван        | Audi Quattro S2                 |
| 1994 | Патрис Серван        | Audi Quattro S2                 |
| 1996 | Ален Амбросино       | Mitsubishi Lancer Evolution III |
| 1997 | Ален Амбросино       | Mitsubishi Lancer Evolution III |
| 1998 | Патрис Серван        | Peugeot 106                     |
| 1999 | Марк Молинье         | Toyota Celica GT-Four ST205     |
| 2001 | Том Колсуль          | Mitsubishi Lancer Evolution VI  |
| 2003 | Фэйн Бакари          | Subaru Impreza WRX              |
| 2005 | Фэйн Бакари          | Subaru Impreza WRX              |
| 2006 | Патрик Эмонтпул      | Subaru Impreza WRX              |
| 2009 | Морифер Сумаоро      | Mitsubishi Lancer Evolution IX  |
| 2011 | Морифер Сумаоро      | Mitsubishi Lancer Evolution IX  |
| 2012 | Морифер Сумаоро      | Mitsubishi Lancer Evolution IX  |
| 2013 | Фэйн Бакари          | Subaru Impreza WRX STi          |
| 2014 | Гэри Шэйнс           | Mitsubishi Lancer Evolution IX  |
| 2015 | Гэри Шэйнс           | Mitsubishi Lancer Evolution IX  |
| 2016 | Гэри Шэйнс           | Mitsubishi Lancer Evolution IX  |
| 2017 | Морифер Сумаоро      | Mitsubishi Lancer Evolution X   |
| 2018 | Гэри Шэйнс           | Mitsubishi Lancer Evolution X   |
| 2019 | Манвир Барьян        | Škoda Fabia R5                  |
| 2020 | Гэри Шэйнс           | Mitsubishi Lancer Evolution X   |
| 2021 | Гэри Шэйнс           | Mitsubishi Lancer Evolution X   |

## Многократные победители
Полужирным выделены этапы чемпионата мира
| Победы | Пилот             | Годы                        |
| ------ | ----------------- | --------------------------- |
| 6      | Гэри Шэйнс        | 2014-2016, 2018, 2020, 2021 |
| 4      | Морифер Сумаоро   | 2009-2012, 2017             |
| 3      | Бьорн Вальдегорд  | 1980, 1983, 1986            |
| 3      | Ален Амбросино    | 1988,1996, 1997             |
| 3      | Патрис Серван     | 1993, 1994, 1998            |
| 3      | Фэйн Бакари       | 2003, 2005, 2013            |
| 2      | Тимо Мякинен      | 1974, 1976                  |
| 2      | Кенджиро Шинозука | 1991, 1992                  |

### Многократные призёры (только чемпионат мира)
| Подиумы | Пилот            | Годы                      |
| ------- | ---------------- | ------------------------- |
| 6       | Бьорн Вальдегорд | 1979-80, 1982-83, 1985-86 |